# 溱林

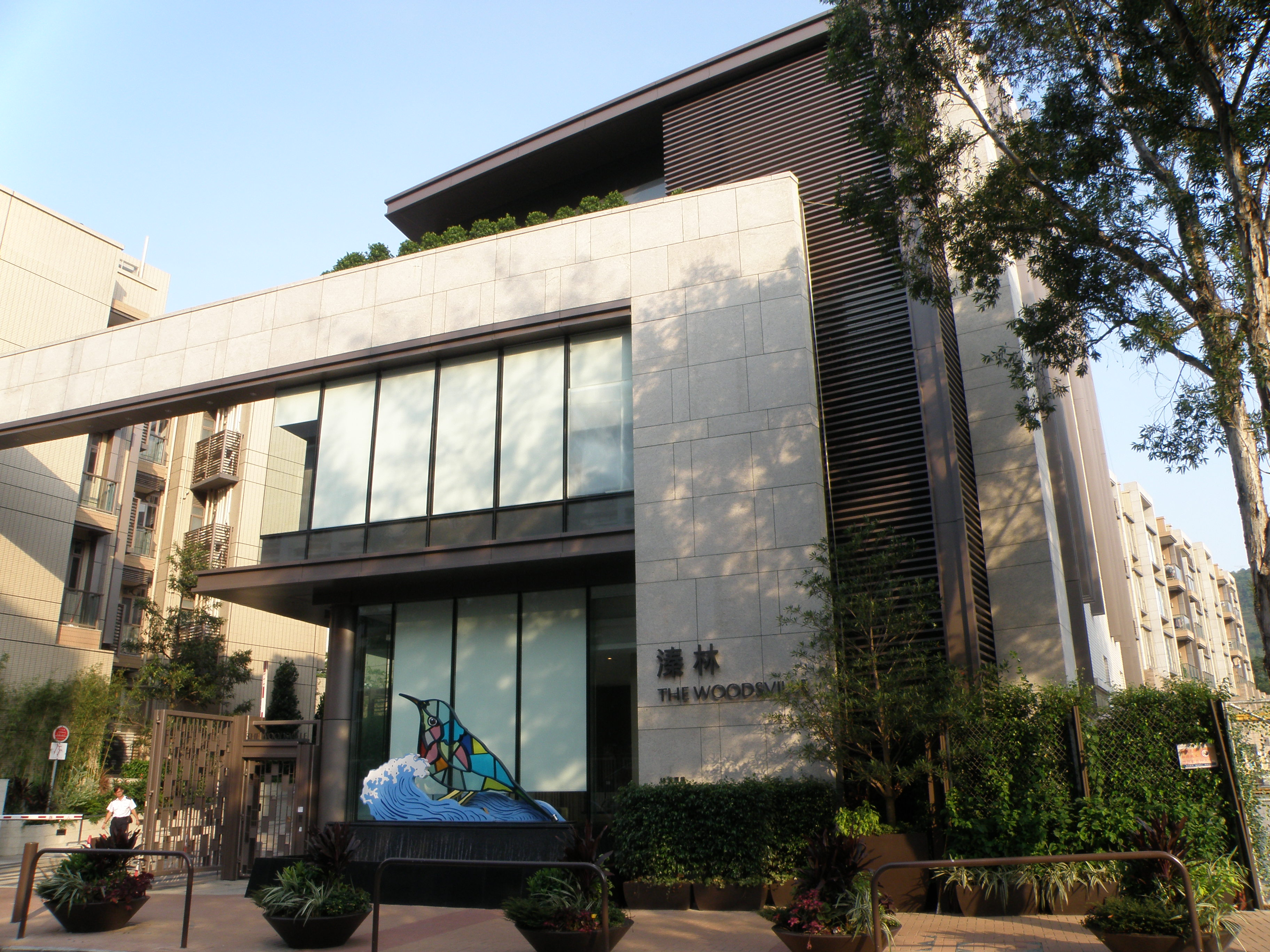

溱林（英語：The Woodsville），位於香港新界元朗洪順路18號（近唐人新村），是新世界發展旗下的低密度私人屋苑，王董建築師事務設計，協興建築承建的屋苑，共有11座4層高分層住宅和29座花園洋房，提供236個單位，於2014年3月落成入伙。

## 毗鄰
- 尚城
- 輕鐵洪水橋站

## 外部連結
- 官方网站